# لینکولنویل (کارولینای جنوبی)
لینکولنویل(به انگلیسی: Lincolnville) شهری در ایالت کارولینای جنوبی کشور ایالات متحده آمریکا است که جمعیت آن در سرشماری سال ۲۰۱۰ میلادی، ۱٬۱۳۹ نفر بوده‌است.